# Partit Socialista del Japó
El Partit Socialista del Japó (japonés:日本社会党, Nippon Shakai Tou) comunament abreujat com a JSP va ser un partit polític japonés actiu des de l'any 1945 fins al 1996. El va succeir el xicotet Partit Socialdemòcrata tot i que el seu espectre polític posterior l'ocupà el Partit Democràtic del Japó.

## Història

### Fundació
El PSJ va ser el primer partit fundat al Japó després de la Segona Guerra Mundial, només una setmana després de la fi del conflicte. L'any 1906 ja s'havia creat un partit socialista japonés, però va ser prohibit i dissolt només un any després, el 1907. Els més importants membres fundadors es coneixien des de la dècada de 1920 i comptaven amb l'experiència política del seu activisme durant els anys 1930, abans que les seves activitats fossin restringides durant la guerra pels governs militars. Poc després de la seva creació, Tetsu Katayama va ser nomenat president de la comissió executiva del partit.
No obstant això, des del mateix moment de la seva creació el Partit Socialista es va dividir en diferents faccions ideològiques: a la dreta es va formar un grup d'ideologia burgesa i liberal, mentre que l'ala esquerra del partit va ser recolzada per la Federació de sindicats Sōhyō i es mostrava fins i tot partidària de cooperar amb el Partit Comunista Japonés. A més de les diferents faccions, del PSJ també tenien una gran importància les koenkai o organitzacions de suport a les campanyes, ja que aquestes cobraven una gran importància durant les eleccions. Aquest fenomen també va contribuir a la "faccionalització" del PSJ.

### Etàpa de consolidació i oposició
En les eleccions de 1947 el PSJ va obtenir uns bons resultats, convertint-se en el partit més votat. Després d'això, Katayama es va convertir en Primer ministre nipó, sent el primer socialista a assolir aquest lloc. Durant el seu període de govern, el gabinet Katayama va aprovar un gran nombre de lleis i mesures governamentals de tall progressista. No obstant això, també va ser un període complicat degut en bona part a les lluites intestines del seu propi partit, de manera que Katayama va dimitir del seu lloc després d'estar en el poder tot just un any. La seva sortida del govern va marcar l'inici d'una època de fortes disputes i inestabilitat dins del partit, que al començament dels anys 1950 va arribar a fraccionar-se en dues formacions polítiques diferents: el partit Socialista Japonès, més radical, i el partit Socialdemòcrata del Japó, més moderat.
Després d'un període d'agitació, les dues faccions van acordar tornar a unir-se i cap a 1955 es va reconstruir l'antiga unitat del partit. Va ser llavors quan va començar a destacar la figura del carismàtic Inejirō Asanuma, que el 1960 es va convertir en el president del PSJ. Asanuma era la gran esperança del partit de cara a les eleccions d'aquell mateix any, però aquesta il·lusió es va esfumar aviat, ja que Asanuma va ser assassinat per un jove nacionalista radical en meitat d'un debat. El seu assassinat va tenir un profund impacte en la societat japonesa, però encara més gran van ser els seus efectes sobre el PSJ, que va tornar a trobar-se sense un lideratge fort i víctima de les disputes entre faccions. Un sector crític pertanyent a la facció conservadora va decidir separar-se definitivament i fundar el Partit Socialista Democràtic (民主 社会 党 Minshu Shakaitō?). Tot i que el partit va mantenir un important percentatge de suport electoral i popular durant les dècades de 1960 i 1970, la veritat és que el PSJ va patir una lenta disminució de suport a les eleccions generals. Per contra, el partit va tenir una important influència en l'àmbit local. En els anys 1970 moltes zones del Japó estaven governades pel PSJ, que van introduir noves programes socials, i reformes de caràcter popular.
El 1978 el partit va sofrir una altra escissió, quan un grup de militants dissidents abondono el PSJ i va formar la Federació Socialdemòcrata.
Fins a començaments de la dècada de 1980 el PSJ es va mantenir com el principal partit de l'oposició als governs del Partit Liberal Democràtic, encara que mai sense poder optar a entrar al govern japonès. En bona part, el Partit Socialista havia moderat enormement el seu discurs i plantejaments, el que va portar a acceptar l'existència de les Forces d'Autodefensa del Japó o el reconeixement de Corea del Sud. No obstant això, en 1986 el partit es va mostrar contrari a la privatització dels Ferrocarrils Nacionals Japonesos (JNR). Quan Takako Doi es va convertir en presidenta del partit, la nova líder va proposar la implementació d'una mena de "Perestroika" interna. Aquesta nova orientació va comportar bons resultats en les eleccions de 1990, arribant fins i tot a augmentar les noves afiliacions al partit, 10 però els seus efectes van demostrar tenir una durada limitada i tres anys després la formació va obtenir un dels seus pitjors resultats electorals, ja que va perdre 66 escons. Reflex de la nova situació que estava vivint el PSJ, a la convenció de 1990 el partit va abandonar el concepte de "revolució socialista" i va redefinir els seus plantejaments ideològics com "socialdemocràcia".

### Darrers anys
Els comicis de 1993 van suposar també un dur revés per al governant PLD, afectat per nombrosos escàndols de corrupció, el que el va portar a perdre la majoria: com a conseqüència, diversos partits de l'oposició van formar un govern de coalició en què també va entrar el PSJ, tot i que per als socialistes això suposés pactar amb forces conservadores. Aquest nou govern va ser feble, i abans d'un any ja havia col·lapsat. Va ser llavors quan el nou president del Partit socialista, Tomiichi Murayama, va formar un nou gabinet de coalició, però aquest cop ho va fer al costat del PLD i el Nou Partit Pioner, cosa que va suposar una gran sorpresa per al públic en general. La presència del PLD en el nou gabinet no va tenir molt bona acollida entre molts militants socialistes, que es van sentir profundament decebuts amb la nova deriva del PSJ. A més de la crisi econòmica que s'abatia sobre el país des de 1990, el gabinet Murayama va haver de fer front al desastre natural provocat pel Terratrèmol de Kobe de 1995. l'opinió pública japonesa va ser crítica amb la gestió governamental, el que no va fer més que empitjorar la posició de Murayama i del PSJ.
Al començament de 1996, després dels desastrosos resultats de les eleccions de 1993, el descrèdit del govern Murayama i de nombroses escissions internes, el partit va canviar la seva denominació a Partit Socialdemòcrata, buscant amb això atraure el votant mitjà i el vot moderat. No obstant això, en l'actualitat la seva presència en la vida política japonesa és mínima i el paper del partit líder de l'oposició ha estat assumit pel Partit Democràtic del Japó.

### Resultats electorals
| Any  | Líder             | Vots       | %     | Escons    | +/– | Govern   |
| ---- | ----------------- | ---------- | ----- | --------- | --- | -------- |
| 1946 | Tetsu Katayama    | 10.069.907 | 18,2  | 96 / 464  | Nou | Oposició |
| 1947 | Tetsu Katayama    | 7.203.050  | 26,3  | 144 / 466 | 48  | Coalició |
| 1949 | Tetsu Katayama    | 4.129.794  | 13,5  | 48 / 466  | 96  | Oposició |
| 1958 | Mosaburō Suzuki   | 13.155.715 | 33,1  | 167 / 467 | Nou | Oposició |
| 1960 | Jōtarō Kawakami   | 10.839.130 | 27,4  | 144 / 467 | 23  | Oposició |
| 1963 | Jōtarō Kawakami   | 11.906.766 | 29    | 144 / 467 | =   | Oposició |
| 1967 | Kōzō Sasaki       | 12.826.104 | 27,9  | 140 / 486 | 4   | Oposició |
| 1969 | Tomomi Narita     | 10.074.101 | 21,4  | 90 / 486  | 50  | Oposició |
| 1972 | Tomomi Narita     | 11.478.742 | 21,9  | 118 / 491 | 28  | Oposició |
| 1976 | Tomomi Narita     | 11.713.009 | 20,7  | 123 / 511 | 5   | Oposició |
| 1979 | Ichio Asukata     | 10.643.450 | 19,71 | 107 / 511 | 16  | Oposició |
| 1980 | Ichio Asukata     | 11.400.747 | 19,31 | 107 / 511 | =   | Oposició |
| 1983 | Masashi Ishibashi | 11.065.082 | 19,49 | 112 / 511 | 5   | Oposició |
| 1986 | Masashi Ishibashi | 10.412.584 | 17,23 | 85 / 512  | 25  | Oposició |
| 1990 | Takako Doi        | 16.025.473 | 24,35 | 136 / 512 | 51  | Oposició |
| 1993 | Sadao Yamahana    | 9.687.588  | 15,43 | 70 / 511  | 66  | Coalició |